# Verstörung
Verstörung ist ein 1967 erschienener Roman des österreichischen Schriftstellers Thomas Bernhard. Die Erstveröffentlichung erfolgte im Insel-Verlag. Wie bereits durch den Titel angedeutet, stehen die für Bernhards frühe Prosa typischen Motivkomplexe „Krankheit und Tod“ und „Wahnsinn und Selbstmord“ im Zentrum dieses Textes.

## Motto
Die Figuren des Romans erfahren ihre österreichische Lebenswelt als einen sie zunehmend verstörenden, seelen- und sinnlosen „Katastrophenzusammenhang“. Welt und Natur werden in der Lebensfeindlichkeit ihres stetigen Werdens und Vergehens als eine fortwährende, nicht intelligible Monstrosität vorgestellt, durch welche jedwede Rationalität nicht nur verhöhnt, sondern nach und nach verstört und dem Zerfall preisgegeben wird. In dieser Hinsicht erscheint das dem Roman vorangestellte Motto aus Blaise Pascals Pensées, „Das ewige Schweigen dieser unendlichen Räume macht mich schaudern“, als ebenso bedeutungsträchtig wie aufschlussreich. Es wird im zweiten Teil des Romans von der Hauptfigur Fürst Saurau in der Originalsprache („Le silence éternel de ces espaces infinis m’effraye“) unvermittelt ein weiteres Mal zitiert.

## Inhalt
Der Roman ist in zwei Teile gegliedert. Der erste, unbetitelte und weniger umfangreiche Teil besteht aus einem retrospektiven Bericht des 21-jährigen Ich-Erzählers, Sohn eines steiermärkischen Landarztes und Student der Montanistik. Dieser schildert die Ereignisse einer Konsultationsfahrt, auf welche er seinen Vater begleitet und im Zuge deren er einer Reihe körperlich und geistig verfallender Patienten begegnet. Zu einem großen Teil gibt der Erzähler die von seinem Vater gemachten Äußerungen, Berichte und Urteile wieder. Aus diesen zumeist in indirekter Rede vermittelten Äußerungen entsteht für den Leser das Bild einer grausamen, sinnentleerten Natur sowie einer „durch und durch kranken, zur Gewalttätigkeit und zum Irrsinn neigenden“ österreichischen Landbevölkerung. Im Verlauf der Handlung erfährt der Leser unter anderem von einer dahinsiechenden alten Frau, einem in völliger Isolation lebenden, schriftstellernden Industriellen sowie einem geistig und körperlich verkrüppelten, aber einstmals hochmusikalischen Jugendlichen. Die dargestellten Krankheitsfälle werden von Station zu Station zusehends schwerer. Während des vorletzten Krankenbesuchs in der „Fochlermühle“ wird der Erzähler überdies Zeuge eines in seiner Drastik grotesk erscheinenden Szenarios: der Schlachtung dutzender exotischer Vögel durch die Müllersburschen.
Die Äußerungen des Vaters sowie die in den Handlungsverlauf eingestreuten selbstreflexiven Erzählerpassagen vermitteln fernerhin ein Bild der komplizierten, durch wechselseitige Entfremdungsgefühle geprägten Beziehungen zwischen dem Ich-Erzähler, seinem Vater und einer zunehmend der Depression und Krankheit verfallenden Schwester des Ich-Erzählers. Über die Mutter erfährt man, dass sie einer von Depression begleiteten „Todeskrankheit“ erlag.
Die erzählte Zeit des gesamten Romans lässt sich auf die Dauer der aufeinander folgenden Krankenvisiten und damit auf einen Zeitraum von etwa vierundzwanzig Stunden eingrenzen. Schauplätze der Handlung sind die steiermärkische Gebirgsgegend, die Orte Voitsberg, Köflach und Salla sowie die fiktive Burganlage „Hochgobernitz“. Diese ist der Wohnsitz des Fürsten Saurau, eines weiteren Patienten des Landarztes. Die ins wahnhafte spielenden Monologe dieser Figur bilden in der Wiedergabe durch den Ich-Erzähler den Inhalt des zweiten, „der Fürst“ betitelten Romanteils.
Legte der erste Teil des Romans seinen Fokus noch auf die Darstellung der Außenwelt und ihres Einflusses auf die Menschen, so wirft der zweite Teil mit der Verlagerung des Schwerpunkts auf die Gedankenprozesse des Fürsten Saurau einen Blick in die Abgründe der menschlichen Innenwelt. Während der Ich-Erzähler im ersten Teil als Vermittlerinstanz für den Leser noch verhältnismäßig präsent erschien, so beschränken sich seine Äußerungen nun weitestgehend auf die Redeeinleitungen „sagte der Fürst“, „sagte er“ etc. Die Erzählerrede hat keinerlei kommentierende Funktion mehr. Allenfalls über die räumliche Bewegung der Figuren, das Gehen auf der inneren und äußeren Burgmauer wird sporadisch Auskunft erteilt. Nahezu unmittelbar findet sich der Leser somit dem wahnhaft solipsistischen Bewusstsein des Fürsten ausgesetzt, dessen monologisches, assoziatives Sprechen unentwegt ein bestimmtes Repertoire an Themen umkreist und variiert. Bei diesen Themenkomplexen handelt es sich zum einen um die natürliche Omnipräsenz des Todes und die daraus folgende Absurdität der menschlichen Existenz sowie zum anderen die Unmöglichkeit von Kommunikation und Erkenntnis im Medium der Sprache. Auf inhaltlicher Ebene geht es im Fürstenmonolog zunächst um die drei Bewerber auf einen Verwalterposten, an deren verbaler Verunglimpfung der Fürst Gefallen zu finden scheint. Es folgen neben Anekdoten und Reflexionen über Ereignisse seines Lebens (z. B. den Selbstmord seines Vaters), ein Bericht über eine Hochwasserkatastrophe sowie Traumdarstellungen des Fürsten. Ein umfangreicher Traumbericht schildert den Inhalt eines imaginierten, vom Sohn des Fürsten nach dessen Selbstmord verfassten Briefes. Es äußert sich hierin eine auf die Vernichtung von Hochgobernitz nach seinem Tod bezogene Angst des Fürsten.

## Interpretation

### Gradation der Krankheitsfälle als Strukturprinzip
Die Krankheitsfälle, wie sie im ersten Teil des Romans beschrieben werden, sind in ihrer Reihung nicht kausal miteinander verknüpft, steigern sich jedoch wie bereits erwähnt in ihrer Drastik. Hierin besteht eine Art strukturelles Prinzip der Romanhandlung. Die „Gradation der Krankheiten bzw. des Wahnsinns von Station zu Station“ wird im Verlauf des ersten Teils für den Leser immer augenfälliger. Sie findet in der Figur des Krainer, dem letzten Patienten vor der Ankunft beim Fürsten, ihren traurigen, jedoch geradezu grotesk anmutenden Höhepunkt. Die körperliche Verkrüppelung Krainers zwinge diesen – so der Erzähler – „die Bewegungen eines riesigen Insekts“ zu machen.
Unterschwellig wird ein Zusammenhang zwischen der sich mehr und mehr verschärfenden „tour de malaise“, wie sie der Erzähler erlebt, und der Annäherung an Hochgobernitz, die Burg des Fürsten Saurau, suggeriert. Dieser sich aus den Schilderungen des Erzählers ergebende Eindruck hängt zusammen mit der eigentümlichen Topographie der Umgebung: Der Weg nach Hochgobernitz führt durch ein sich zusehends verengendes und verfinsterndes Gebirgstal. Die Fochlermühle, die vorletzte Station der Besuchsfahrt, liegt „tief in der finsteren Schlucht“ sowie „völlig für sich allein, genau unterhalb der Saurauschen Burg“. Zur Burg selbst führt einzig ein „gefährlicher Weg“ an einer „Felswand“.

### Erzählperspektive
Die protokollartige Darstellung von Monologen oder sprachlichen Äußerungen durch einen Ich-Erzähler stellt eine für Thomas Bernhard typische, auch in anderen Romanen wie z. B. „Frost“ zur Anwendung kommende Erzählkonstruktion dar. Das sich hieraus ergebende, teils verwirrende Spiel mit Perspektiven, ist in formaler Hinsicht sicher einer der interessantesten Aspekte des Romans.
Auffällig dabei ist, dass sich die anfänglich äußerst distanzierte Erzählhaltung des Erzählers, sein „kühler Berichtstil“, im Verlauf des ersten Romanteils zusehends verändert. Während sich der Erzähler anfangs auf die Wiedergabe der Äußerungen und Beschreibungen seines Vaters beschränkt, sich „gleichsam hinter den Aussagen seines Vaters [versteckt]“, so gibt er im Verlauf des ersten Teils mehr und mehr von sich preis. Mit den Passagen, die sein Verhältnis zu seiner Schwester und zum Vater reflektieren, sowie in den subjektiveren Orts- und Personenbeschreibungen charakterisiert sich der Erzähler indirekt selbst und wird als Figur für den Leser – nicht zuletzt in seiner Rolle als Sohn – immer plastischer. Parallel zu der sich steigernden Intensität des Erlebten setzt auch der Erzähler sich mehr und mehr in Bezug zu seiner Umgebung und den beschriebenen Situationen. Seine anfängliche Distanz verfliegt. An die Stelle der vermittelten, indirekten Rede tritt die eigene, häufig mit „dachte ich“ eingeleitete Perspektive. Er hat das Gefühl „ersticken“ zu müssen und konstatiert an sich eine „mit der in der Schlucht herrschenden Finsternis völlig übereinstimmende[…] Depression“. Zudem bemerkt er: „Mir erschien auf einmal die Welt tatsächlich als eine unheimliche; noch nie hatte ich sie so unheimlich empfinden müssen, als während wir immer weiter in die Schlucht hineinfuhren.“ An den Äußerungen des Erzählers lässt sich gewissermaßen eine zunehmende Verstörung als Reaktion auf seine – für den Leser im Übrigen nicht minder verstörenden – Erlebnisse ablesen.
Insofern die Perspektivierung des Dargestellten im Verlauf des ersten Teils zunehmend zu einer Identifikation mit der Erzählerfigur einlädt, stellt der völlige Rückzug des Ich-Erzählers bei der anschließenden Schilderung des Fürstenmonologs keine geringe Irritation für den Leser dar. Dies wiederum trägt zu einer „verstörenden“ Wirkung des Monologs auf den Leser bei und rückt zudem den Erzähler in ein zunehmend rätselhaftes Licht. Für jemanden, der sich die Frage nach der Möglichkeit, einen derartigen Monolog aus dem Gedächtnis zu berichten, stellt, muss der Erzähler unglaubwürdig erscheinen.

### Figuren

#### Patienten
Die Kranken, denen der Erzähler im ersten Teil begegnet, haben mitunter Eigenschaften miteinander und mit dem Fürsten Saurau gemeinsam: Sie leiden an Schlaflosigkeit, legen in ihrem Wesen Züge des Wahnsinns an den Tag und leben in einer zwangsweise oder absichtlich herbeigeführten Isolation. Sie erfüllen somit eine auf den Fürsten vorausweisende Funktion. Dieser „Verweis- und Spiegelcharakter auf den Fürsten hin“ erschließt sich dem Leser natürlich erst nach der Lektüre.

#### Der Vater
Die durch den Erzähler vermittelten Monologe und Äußerungen des Vaters zeigen auffällige Parallelen zum Fürstenmonolog. Die Vergleichbarkeit der Äußerungen besteht sowohl in ihrem apodiktischen und durch Wiederholungen gekennzeichneten Charakter wie auch auf inhaltlicher Ebene. So teilen die beiden Figuren z. B. einen radikalen Sprachskeptizismus, der sich beim Arzt in der Überzeugung „Sich verständlich machen ist unmöglich“ manifestiert.

#### Der Fürst
Der zweite Teil des Romans, betitelt „Der Fürst“, besteht fast ausschließlich aus einem langen Monolog des Fürsten Saurau, den dieser während eines Rundganges auf der Außenmauer seiner Burg Hochgobernitz hält. Anregung und Vorlage für die Burg im Roman war für Bernhard die Burg Hochosterwitz in Kärnten.
Der Monolog kreist um die Ereignisse des ersten Teils des Romans und ist geprägt von misanthropischen Reflexionen über die Möglichkeit der Verständigung durch Sprache und Betrachtungen zum notwendigen Zerfall aller menschlichen Bemühungen und der Sinnlosigkeit alles menschlichen Handelns.
Der Fürst offenbart seine Generalkritik an der Sprache in Äußerungen wie „Die Zeit, in der wir leben, genügt offensichtlich nicht, sich verständlich zu machen“ und „Es gibt nichts zu erklären, es gibt nichts aufzuklären“.
Auffällig ist die ins Auge springende Diskrepanz zwischen der scheinbaren Einsicht in die Nutzlosigkeit der Mitteilung und die Erkenntnis der Unmöglichkeit von Kommunikation einerseits und dem ausufernden Drang zur Mitteilung und zum exzessiven monologischen Sprechen andererseits. Eine derartig widersprüchliche Disposition ist die typische Eigenschaft einer ganzen Reihe Bernhardscher Figuren.
Es ist offensichtlich, dass die Ähnlichkeit, ja: Spiegelbildlichkeit der beiden Figuren in ihrem finsteren Blick auf die Welt als erzählerisches Mittel direkt auf die Irritation des Lesers zielt. Die Äußerungen des Arztes reklamieren für sich eine gewisse Objektivität, wohingegen die des Fürsten, wie der Erzähler bestätigt, wahnhafter Natur sind. In dem Maße jedoch, indem das von beiden Figuren Gesagte als austauschbar erscheint, verschwimmen „die Grenzen zwischen Normalität und Abnormität, zwischen Rationalität und Wahnsinn […] hier gänzlich“.
Ein allgemeines, mit dem Fürsten in Verbindung stehendes Merkmal des Romans besteht in der zweiteiligen Konzeption von „Verstörung“. Insofern der Fürst sich in seinem manischen Monolog unentwegt auf die ihn umgebende, im ersten Teil als eine Art ‚Todes-Landschaft‘ vorgestellte Natur sowie auf den universalen Leidenszusammenhang der menschlichen Existenz bezieht, lässt sich der erste Teil als auf den Fürstenmonolog hinführende Veranschaulichung verstehen. Auf der Ebene der Romankonzeption wird also dem Fürsten gewissermaßen eine Bühne für seine „apodiktische Selbstdarstellung“ bereitet, was zu der Überzeugungskraft, Eindringlichkeit und Komplexität dieser Figur im erheblichen Maße beiträgt.

## Frühe Rezeption
Bernhards Verstörung war im literarischen Kontext der sechziger Jahre ein gewissermaßen „unzeitgemäßer Roman“. Stilistisch wie inhaltlich lässt sich das Werk in die Traditionslinie der existentialistischen und absurden Literatur seit den 1950er-Jahren stellen, da es sich durch seine Behandlung finsterer, existenzieller Themen wie „Tod“, „Wahnsinn“ und „Selbstmord“ von den vorherrschenden Strömungen dokumentarischer und politisch-engagierter Literatur der sechziger Jahre abhob.
Vor diesem Hintergrund erklärt sich eine harsche zeitgenössische Kritik, wie sie beispielsweise Herbert Eisenreich 1967 in einer mit „Irrsinn im Alpenland“ betitelten Rezension in Der Spiegel formulierte. Eisenreich konstatierte, dass im Monolog des Fürsten „ein antirationaler, ein antizivilisatorischer, ein antiurbaner Affekt offenbar“ werde, „der im politischen Bereich die Wurzel jedes (grünen, braunen, roten oder sonstigen) Totalitarismus“ sei. Weiterhin hob er hervor, dass die „Invektiven gegen Idee und Realität des demokratisch organisierten Staates“, wie sie im Roman zahlreich zu finden seien, sich „von denen gewisser ahistorisch denkender bundesdeutscher Jungdichter nur durch das bessere Deutsch unterscheiden“, um schließlich zu dem Urteil zu gelangen: „Mit Thomas Bernhard ist inmitten der dezidiert urbanen Literatur Österreichs wieder einmal der Urwald ausgebrochen“. Bernhard antwortete auf diese Kritik mit einem Leserbrief an den Spiegel, worin er bat, sein nächstes Buch „bitte gleich von einem natürlich auch in Oberösterreich geborenen oder ansässigen Schimpansen oder Maulaffen besprechen“ zu lassen.
Peter Handke schrieb über seine Lektüre des Romans den Text „Als ich Verstörung von Thomas Bernhard las“.

### Primär
- Thomas Bernhard: Verstörung. Roman. 1.–4. Tausend. Insel Verlag, Frankfurt a. M. 1967.
- Thomas Bernhard: Verstörung. Suhrkamp, Frankfurt a. M. 1988, ISBN 978-3-518-37980-6.

### Sekundär
- Sabine Hillebrand: Strategien der Verwirrung. Zur Erzählkunst von E.T.A Hoffmann, Thomas Bernhard und Giorgio Manganelli. Peter Lang, Frankfurt am Main 1999, ISBN 3-631-33947-X.
- Manfred Kluge: Thomas Bernhard. Verstörung. In: Walter Jens (Hrsg.): Kindlers neues Literatur-Lexikon. Kindler, München 1989, S. 599f.
- Hajo Steinert: Das Schreiben über den Tod. Von Thomas Bernhards Verstörung zur Erzählprosa der siebziger Jahre. Lang, Frankfurt am Main 1984, ISBN 3-8204-5126-9, S. 106–139.